# Алькосер-де-Планес
Алькосер-де-Планес, Алкосер-де-Планес (ісп. Alcocer de Planes (офіційна назва), валенс. Alcosser de Planes) — муніципалітет в Іспанії, у складі автономної спільноти Валенсія, у провінції Аліканте. Населення — 230 осіб (2010).

## Географія
Муніципалітет розташований на відстані близько 360 км на південний схід від Мадрида, 60 км на північний схід від Аліканте.

### Клімат
| Кліматограма Алькосер-де-Планес                                                                | Кліматограма Алькосер-де-Планес | Кліматограма Алькосер-де-Планес | Кліматограма Алькосер-де-Планес | Кліматограма Алькосер-де-Планес | Кліматограма Алькосер-де-Планес | Кліматограма Алькосер-де-Планес | Кліматограма Алькосер-де-Планес | Кліматограма Алькосер-де-Планес | Кліматограма Алькосер-де-Планес | Кліматограма Алькосер-де-Планес | Кліматограма Алькосер-де-Планес |
| ---------------------------------------------------------------------------------------------- | ------------------------------- | ------------------------------- | ------------------------------- | ------------------------------- | ------------------------------- | ------------------------------- | ------------------------------- | ------------------------------- | ------------------------------- | ------------------------------- | ------------------------------- |
| С                                                                                              | Л                               | Б                               | К                               | Т                               | Ч                               | Л                               | С                               | В                               | Ж                               | Л                               | Г                               |
| 40 11 2                                                                                        | 41 14 4                         | 53 17 6                         | 63 21 8                         | 24 26 11                        | 19 31 16                        | 7 36 19                         | 22 34 19                        | 42 28 15                        | 41 22 13                        | 97 15 6                         | 52 9 4                          |
| Середня макс. і мін. температури повітря (°C) Атмосферні опади (мм), за рік : 501 мм. Джерело: |                                 |                                 |                                 |                                 |                                 |                                 |                                 |                                 |                                 |                                 |                                 |

## Демографія
Динаміка населення (INE ):

## Галерея зображень

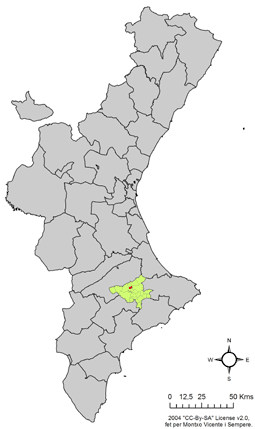
Розташування муніципалітету Алькосер-де-Планес у автономній спільноті Валенсія
Розташування муніципалітету Алькосер-де-Планес у комарці Кондадо-де-Косентайна